# Selectievakje

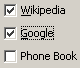
Selectievakje met twee aangekruiste items

Een selectievakje, ook wel aankruisvakje wordt in veel computerprogramma's gebruikt om de gebruiker iets aan te laten kruisen of aan te vinken. Dit aanvinken kan bij alle selectievakjes in een groep, dit in tegenstelling tot een groepsvak keuzerondjes.
In oudere versies van Microsoft Windows en bij sommige andere besturingssystemen is het tekentje binnen het vakje een kruisje. Dat kan verwarring opleveren, omdat iemand verkeerdelijk kan denken dat het weggekruist is als het kruisje er staat. Het gebruik van een 'vinkje' als teken voorkomt die problemen.
Meestal kan een selectievakje alleen 'aan' of 'uit' zijn, maar soms zijn er meer mogelijkheden. Door middel van kleuren of verschillende tekens (of zelfs door vetgedrukt en/of onderstreept) kunnen drie of meer mogelijkheden aangegeven worden.
In sommige zoekfilters kan een selectievakje zowel een vinkje als een kruisje bevatten, die respectievelijk 'wel' en 'niet' betekenen. Daarnaast kan het selectievakje ook leeg zijn om aan te geven dat de eigenschap buiten beschouwing gelaten moet worden.